# هواتشيباتو
هواتشيباتو هو نادي كرة قدم تشيلي أٌسس عام 1947. يلعب النادي في الدوري التشيلي لكرة القدم.